# Hôpital de l'Île-du-Prince-Édouard
L'Hôpital de l'Île-du-Prince-Édouard (en anglais : Prince Edward Island Hospital) est un ancien hôpital à soins aigus qui était situé à Charlottetown, Île-du-Prince-Édouard. Il fut le premier hôpital public et général établit dans la province et la plus grande durant son histoire.

## Histoire
Cette installation fut établie par le gouvernement provincial le 28 janvier 1884 sur une propriété connue comme "Haszard House" situé à l'adresse présente de 24-36 avenue Longworth dans la partie nord-est de la ville. L'Hôpital de l'Île-du-Prince-Édouard fut précédé de l'Hôpital de Charlottetown, qui fut établi en 1879 par le Diocèse catholique romain de Charlottetown. Les résidents de la ville ont demandé que le gouvernement ouvre un "hôpital général" non affilié avec un groupe religieux. Comme tel, l'Hôpital de l'Île-du-Prince-Édouard fut souvent référé comme l'hôpital "protestant", alors que l'installation est séculière et n'a pas d'affiliation avec un groupe religieux.
En 1891, la première école d'infirmière dans la province fut ouverte quand l'École d'infirmières de l'Hôpital de l'Île-du-Prince-Édouard fut établie.
En 1896, les administrateurs de l'Hôpital de l'Île-du-Prince-Édouard ont prévu un plus grand besoin que Haszard House pouvait fournir et acceptèrent le présent de la propriété du Révérend Ralph Brecken à l'adresse d'aujourd'hui de 31 rue Kensington dans la voisinage de la communauté rurale de Parkdale. L'architecte C. B. Chappell fut mandaté pour concevoir et bâtir le gros édifice en briques en juin 1898 et l'édifice fut ouvert en mars 1900.
Dans les années 1920s, il était devenu apparent que l'emplacement sur le chemin Kensington pour l'hôpital était trop petit, alors le gouvernement provincial a bâti un édifice beaucoup plus grand sur la partie nord-est de la propriété de Government House adjacente au Parc Victoria.  Ce nouvel édifice fut ouvert en 1934, à l'endroit présent de 5 chemin Brighton.
En 1969, le gouvernement provincial pris en charge l'opération de l'Hôpital de Charlottetown de l'église catholique romaine comme une partie du plan de développement provincial sous le premier ministre Alex Campbell. L'Hôpital de l'Île-du-Prince-Édouard et l'Hôpital de Charlottetown furent identifiés pour être remplacés par une seule institution moderne.
En 1982, après 97 ans de service, l'Hôpital de l'Île-du-Prince-Édouard fermât ses portes quand l'Hôpital Queen Elizabeth ouvrit ses portes.
La fermeture de l'Hôpital de l'Île-du-Prince-Édouard a causé la fin des services d'avortements dans la province ; une des conditions que l'Église catholique a obligé le gouvernement provincial pour fusionner l'Hôpital de Charlottetown dirigé par l'Église catholique avec l'Hôpital de l'Île-du-Prince-Édouard pour créer le nouveau Hôpital Queen Elizabeth, était que tous les services d'avortements dans la province furent arrêtés.
L'école d'infirmières de l'Hôpital de l'Île-du-Prince-Édouard fut fusionnée avec d'autres écoles d'infirmières de la province en 1969 pour créer l'École d'infirmières de l'Île-du-Prince-Édouard. Cette école a fermé en 1994 quand son programme de diplômes fut transféré à l'Université de l'Île-du-Prince-Édouard.

## Foyer Prince Édouard
L'édifice de l'Hôpital  de l'Île-du-Prince-Édouard sur le chemin Brighton fut modifié par le gouvernement provincial et est maintenant le Foyer Prince-Édouard.
Le Foyer Prince-Édouard est utilisé pour les services de santé suivants :
- Soin palliatif ;
- Soins de convalescence et fortifiants ;
- Soins de répit ;
- Maison de retraite à long terme pour les résidents de la province de plus de 60 ans qui n'ont pas besoin de soins aigus d'hôpital ;
- Maison en soins infirmiers à long terme pour les résidents de la province de moins de 60 ans et qui souffrent de handicaps chroniques.

L'édifice adjacent qui contenait l'école d'infirmières de l'Hôpital de l'Île-du-Prince-Édouard fut changé par le gouvernement provincial et contient des bureaux du département de l'éducation.